# IC 5259
IC 5259 ist ein inexistentes Objekt, welches der Astronom Edward Barnard während seiner Beobachtung fälschlich als IC-Objekt beschrieb.